# گلافیرا

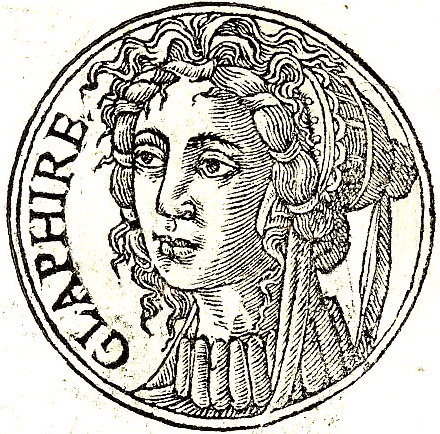
تصویر شاهدخت گلافیرا

گلافیرا (به یونانی: Γλαφύρα) (زاده حدود ۳۵ پیش از میلاد - درگذشته حدود ۷ پس از میلاد) ، شاهدخت آناتولیایی از کاپادوکیه و همچنین ملکه مورتانیا با ازدواج دوم خود با ژوبای دوم پادشاه مورتانیا بود. او با ازدواج اول و سوم خود، به ترتیب با اسکندر پسر هرود و هرود آرکلائوس، با سلسله هرودیان خویشاوند بود.